# Diplomates Football Club du 8ème Arrondissement
Diplomates Football Club du 8ème Arrondissement is een Centraal-Afrikaanse voetbalclub uit de hoofdstad Bangui. DFC 8 komt uit in de Première Division, de nationale voetbalcompetitie van het land. De club werd voor het eerst landskampioen in 2011.

## Erelijst
Landskampioen
2011
Beker van de Centraal-Afrikaanse Republiek
2010